# 石莲叶点地梅
石莲叶点地梅（学名：Androsace integra）为报春花科点地梅属下的一个种。

## 扩展阅读
維基物種上的相關：石莲叶点地梅